# Triphora oweni
Triphora oweni is een slakkensoort uit de familie van de Triphoridae. De wetenschappelijke naam van de soort is voor het eerst geldig gepubliceerd in 1926 door F. Baker.